# Small City Commerce
Small City Commerce, emmarcat al programa europeu Leonardo da Vinci és un projecte paneuropeu per millorar la formació de les petites i mitjanes empreses que es va realitzar entre 2008 i 2010.
El projecte se centra en crear un vincles entre diferents companyies. Es pot accedir a informació on-line disponible en vint-i-ú idiomes. Així, s'identificaran les necessitats de formació a les pimes per posteriorment implementar la formació a través de cursos que es dirigeixin al sector del petit comerç. Els materials formatius van dirigits als gerents, directors i empleats de les petites empreses localitzades en petites ciutats i dedicades al sector terciari.
A més, el projecte esperac que es creï una xarxa de pimes comercials, que els permeti estar en contacte directe i a temps real entre elles per intercanviar experiències i bones pràctiques.

## Socis del projecte
- Ajuntament de Vila-real (País Valencià)
- Landesinitiative Neue Kommunikations Mecklenburg-Vorpommern (Alemanya)
- IDEC SA (Grècia)
- Federació de Comerç de Vila-real (País Valencià)
- FUNDECYT (País Valencià)
- INIMM (Romania)
- BCD (Turquia)
- Fundació Comunitat Valenciana - Regió Europea